# Jimmy Greenhoff
Jimmy Greenhoff (Barnsley, 1946. június 19. – ) angol labdarúgó, csatár, edző.

## Pályafutása

### Klubcsapatokban
Greenhoff labdarúgó-pályafutását az angol másodosztályú Leeds United csapatában kezdte. A klubbal 1964-ben megnyerte az angol másodosztályú bajnokságot és feljutott az élvonalba, valamint 1968-ban ligakupa győztes lett. A klubbal kétszer szerepelt a Vásárvárosok kupája döntőjében; 1967-ben a Dinamo Zagreb ellen nem sikerült nyerniük a döntőben, azonban 1968-ban a Ferencváros ellen már igen. A Leeds színeiben 1963 és 1968 között kilencvennégy bajnoki mérkőzésen lépett pályára, amelyeken huszonegy gólt szerzett. Az 1968-1969-es idényben a másodosztályú Birmingham City csapatában futballozott. 1969 és 1976 között a Stoke City játékosa volt; a klubbal 1972-ben angol ligakupát nyert. 1976 és 1980 között közel száz bajnoki mérkőzésen szerepelt a Manchester United csapatában, amellyel 1977-ben angol kupa és szuperkupa győzelmet ünnepelhetett. Greenhoff pályafutása vége felé futballozott még a Crewe Alexandra, a Port Vale és a kanadai Toronto Blizzard csapataiban is. 1984-ben a Rochdale játékosedzőjeként vonult vissza a labdarúgástól.

## Sikerei, díjai
Leeds United
- Angol másodosztályú bajnok (1): 1963–64
- Angol ligakupa (1): 1967–68
- VVK-győztes (1): 1967–68

 Stoke City
- Angol ligakupa (1): 1971–72
- Watney Cup (1): 1973

 Manchester United
- Angol kupa (1): 1976–77
- Angol szuperkupa (1): 1977